# Джордан, Дороти
До́роти Джо́рдан (англ. Dorothea Jordan), урождённая Блэнд (англ. Bland; 21 ноября 1761[…], Уотерфорд — 5 июля 1816, Сен-Клу) — британская актриса, многолетняя спутница жизни герцога Кларенса (будущего короля Вильгельма IV).
Одним из потомков Дороти Джордан и Вильгельма IV является британский премьер-министр Дэвид Кэмерон. Также среди их потомков Дафф Купер, Джон Норвич, Уильям Сидни, Эндрю Берти, Джонни Дамфриз.
Её жизни посвящён роман Д. Плейди «Богиня Зелёной комнаты».

## Дети
От брака с герцогом Кларенским, будущим королём Вильгельмом IV родилось десять детей:
- Джордж Фицкларенс (1794—1842) — был женат на Мери Виндхем, имел семерых детей; в 1831 году королём Вильгельмом IV ему был пожалован титул графа Манстера;
- Генри Фицкларенс[англ.] (1795—1817) — женат не был;
- София Фицкларенс (1796—1837) — супруга Филипа Сидни[англ.], 1-го барона де Л’Айл и Да́дли, имела четверых детей;
- Мэри Фицкларенс[англ.] (1798—1864) — супруга генерала Чарльза Фокса[англ.], детей не имела;
- Фредерик Фицкларенс[англ.] (1799—1854) — супруг Августы Бойл, имел двух детей;
- Элизабет Фицкларенс[англ.] (1801—1856) — супруга Уильяма Хэя, 18-го графа Эррол, имела четверых детей; премьер-министр Дэвид Кэмерон является её потомком.
- Адольфус Фицкларенс[англ.] (1802—1856) — женат не был, детей не имел;
- Августа Фицкларенс (1803—1865) — супруга Джона Кеннеди-Эрскина, затем — лорда Фредерика Гордон-Холлибёртона[англ.], в первом браке имела троих детей;
- Огастес Фицкларенс[англ.] (1805—1854) — был женат на Саре Гордон, имел шестерых детей;
- Амелия Фицкларенс (1807—1858) — супруга Люшиуса Кэри, 10-го виконта Фолкленда, имела одного сына.